# Фракиянки
«Фракиянки» — трагедия древнегреческого драматурга Эсхила (первая половина V века до н. э.), часть тетралогии, посвящённой Аяксу Теламониду. Её текст почти полностью утрачен.
В пьесе рассказывается о гибели Аякса: проиграв Одиссею в споре из-за оружия Ахилла, герой впадает на время в безумие, а потом совершает самоубийство, так как не может смириться с позором. Хор здесь составляют фракийские пленницы, жившие в аяксовом шатре. От всего текста осталось только несколько небольших отрывков (фрг. 174—177a Radt). К тому же циклу принадлежали трагедии «Суд об оружии» и «Саламинянки».